# ヴァイオリン協奏曲 (ドヴォルザーク)
アントニン・ドヴォルザークの《ヴァイオリン協奏曲 イ短調》作品53、B.108は1879年の作品で、ドヴォルザークの唯一のヴァイオリン協奏曲である。演奏時間は約32分ほど。

## 概要
ドヴォルザークは前年の1878年にヨーゼフ・ヨアヒムと出逢い、協奏曲の作曲を思い立つ。したがって作品はヨアヒムに献呈されたが、彼はこの作品に疑念を抱いていた。ヨアヒムは実際にこの作品を演奏したことはなかったものの、この作品について大っぴらな発言をすることはなく、代わりにただ独奏パートの校訂を要望しただけだった。
初演は1883年にプラハにおいて、フランティシェク・オンドジーチェクの独奏によって行われた。オンジーチェクは、ウィーン初演ならびにロンドン初演でもソリストをつとめている。

## 編成
独奏ヴァイオリン、フルート2、オーボエ2、クラリネット2、ファゴット2、ホルン4、トランペット2、　ティンパニ、弦5部

## 楽曲構成
楽曲は、古典的な急－緩－急の3楽章構成に則っている。今日になって漸くこの作品の独創性が認められるようになってきた。わけても第2楽章の美しい抒情性が名高い。
1. Allegro ma non troppo
2. Adagio ma non troppo
3. Finale: Allegro giocoso ma non troppo